# Bochumer Eisenhütte Heintzmann

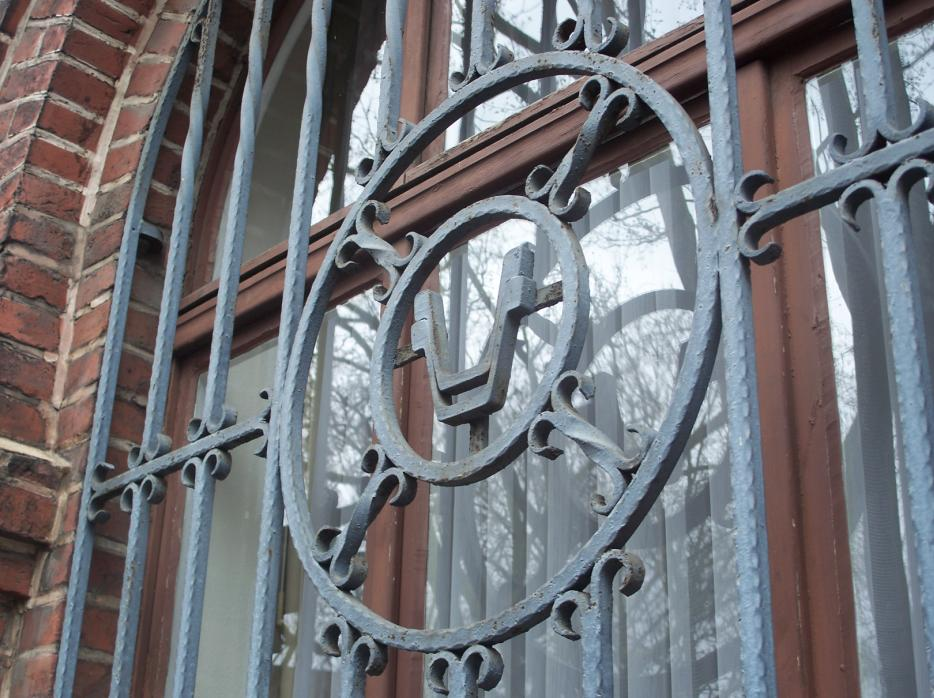
Fenstergitter mit dem Logo der Bochumer Eisenhütte

Die Bochumer Eisenhütte Heintzmann GmbH & Co. KG ist ein Unternehmen in Bochum, welches mit den Schwerpunkten Bergbau, Tunnelbau und Wärmebehandlung Firmengeschichte schrieb.

## Geschichte
Das Unternehmen wurde als Eisengießerei am 17. Mai 1851 vom Rechtsanwalt Egmont Heintzmann (* 29. April 1806, † 24. Juni 1874) zusammen mit dem Bankier Carl Korte und dem Gerichtsrat Moritz Bölling gegründet. Heintzmann war ein Nachfahre des aus dem Harz stammenden Johann Friedrich Heintzmann, dessen Nachkommen bedeutende Leiter im Bergbau und Hüttenwesen waren und untrennbar mit dem Ruhrbergbau verbunden sind. Auch führten Familienangehörige bis wenigsten 1970 die Firma. Sie trug aber in den Anfängen den Namen Korte & Co.
Das Unternehmen machte sich schon bald als Zulieferer von Maschinen und sonstigem Zubehör für den Bergbau einen Namen. 1867 zählte man schon 90 Mitarbeiter.

Koksausdrückmaschine von Heintzmann & Dreyer

Anfang 1874 schied der Bankier Korte aus. Louise Heintzmann (1828–1904) soll den Bankier mit einem Trick rausgekauft haben. Nach dem Tod ihres Ehemanns im selben Jahr übernahm Louise Heintzmann die Leitung der Firma. Es beteiligte sich der seit 1860 im Unternehmen tätige Ingenieur Albert Dreyer, das Unternehmen hieß nun Bochumer Eisenhütte Heintzmann und Dreyer. Im Jahre 1890 stellte man unter anderem Dampfpumpen und Dämmtüren her. Auch wurden die ersten mechanischen Einrichtungen zum Entleeren von glühenden Koksöfen, welche von der Bochumer Firma Dr. C. Otto als Kammeröfen konstruiert worden waren, hergestellt. 1899 wurde das Verwaltungsgebäude an der damaligen Blücherstraße (heute Stühmeyerstraße) bezogen, das noch heute von dem Industriestandort in der Bochumer Innenstadt zeugt – auch das Verwaltungsgebäude der benachbarten Fahrendeller Hütte, Winterberg & Jüres, die 1919 übernommen wurde, existiert noch heute. Nach dem Ersten Weltkrieg beschäftigte man bereits 500 Arbeiter und Angestellte. 1927 liquidierte die Firma und firmierte um in Bochumer Eisenhütte Heintzmann & Co., GmbH.

TH-Profil

Der Berliner Oberwerftdirektor a. D. Heinrich Toussaint entwickelte zusammen mit Egmont Heintzmann 1930 das TH-Profil. Dabei wurde die Erfahrung von Toussaint aus dem Bau von U-Booten, die großen Drücken unter Wasser ausgesetzt sind, für den Bergbau adaptiert. Das beim Stahlausbau im Berg- und Tunnelbau aufgrund seiner definierten Nachgiebigkeit stellte ein Entwicklungssprung dar. Diese überlegende Konstruktion sorte als Produktionsschwerpunkt für entsprechende Umsätze.

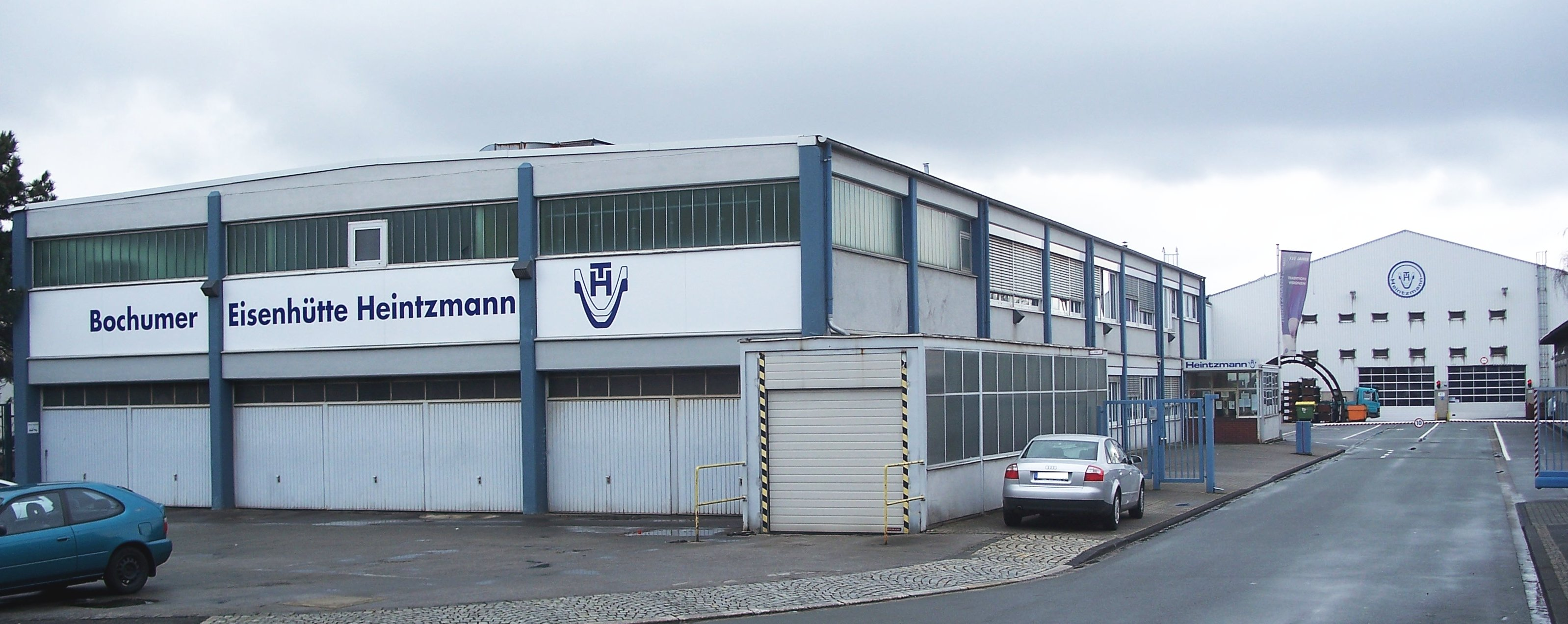
Standort der Firma Bochumer Eisenhütten GmbH an der Klosterstraße in Bochum

Nachdem der Geschäftsleiter Egmont Heintzmann 1935 bei einem Flugzeugabsturz umgekommen war, übernahm seine Cousine Margot von Linsingen (1893–1970) die Leitung der Firma. Die Enkelin von Louise Heintzmann war 1925 in die Firma eingetreten und behielt die Geschäftsleitung bis zu ihrem Tod 1970 inne. Das Werk an der Blücherstraße wurde 1944 völlig zerstört, die Produktion wurde bei der Hoesch AG in Dortmund und im Saarland weitergeführt. Aufgrund der Expansion nach dem Krieg konnte 1954 das Werk Klosterstraße in Betrieb gehen. Ab 1974 wurde mit dem Werk an der Bessemerstraße (ehemals Teil der „Stahlindustrie“ des Bochumer Vereins und später der Deutschen Edelstahlwerke AG) die Produktionsmöglichkeiten erheblich erweitert. Zu den weiteren Entwicklungen zählen weitere Profile und Montagezubehör, Schilde, Stempel und Stützen für den Bergbau.
Die leer stehenden Fabrikhallen an der Stühmeyerstraße diente Dezember 1979 unter dem Intendanten des Bochumer Schauspielhauses, Claus Peymann, als Ort für die Theateraufführung Die Heilige Johanna der Schlachthöfe. Anfang des Jahres 1982 war es Schaupunkt einer der größten Hausbesetzungen in der Bochumer Geschichte. Dort wurde für einige Zeit ein autonomes Kulturzentrum errichtet. Das Firmengebäude wurde am 10. Februar 1982 unter großem Polizeiaufwand geräumt und kurz danach abgerissen. Auf der Fläche entstand eine Wohnanlage.

## Heute

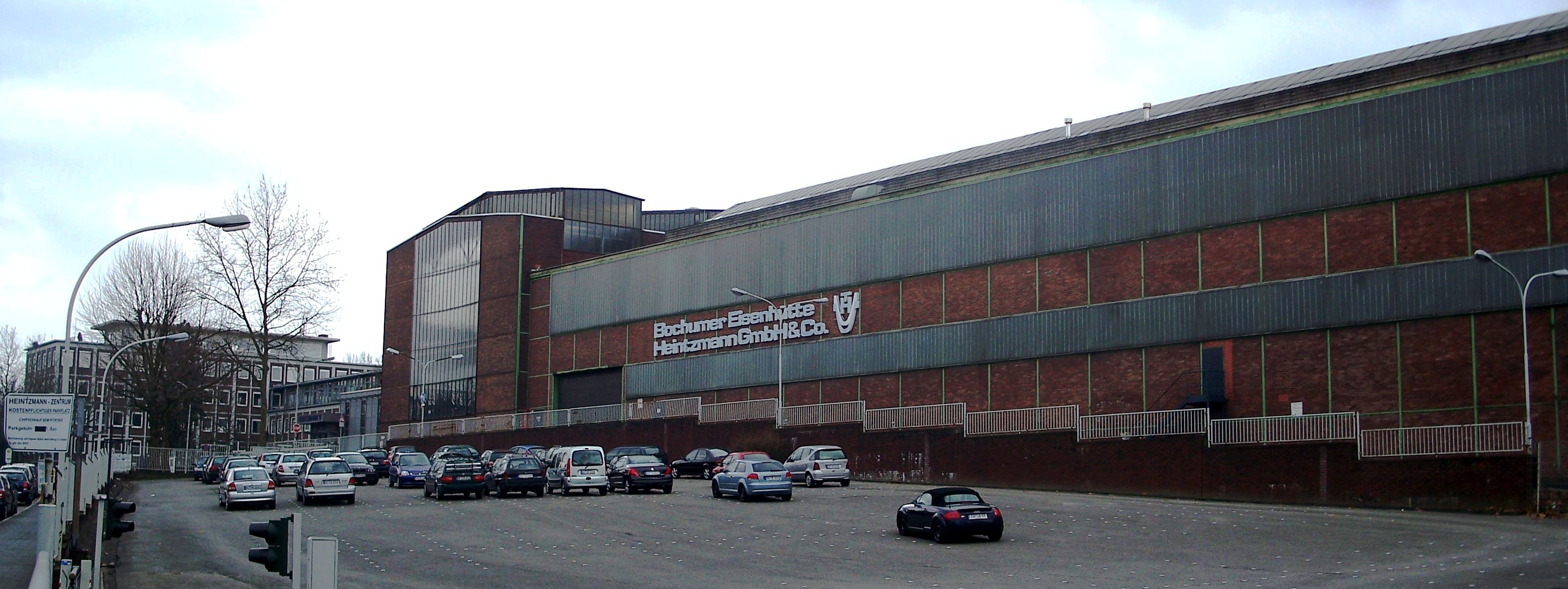
Standort der Firma Heintzmann Gruppe an der Bessemerstraße in Bochum

Im Laufe der Jahre wurden andere Unternehmen übernommen oder gegründet. Die Heintzmann Gruppe ist heute international tätig, hat sich aber vom Maschinenbau entfernt und bietet vorwiegend Konstruktionsmaterialien und zugehörige Dienstleistungen an. Die 1949 für die Belieferung der Lothringischen und Saarländischen Gruben gegründete Tochter Saarländische Gesellschaft für Grubenausbau und Technik beschäftigt sich heute z. B. mit der Herstellung von Leitplanken und Autosperranlagen. Der Standort der Firma ist nun am Werk an der Bessemerstraße. Der Standort an der Klosterstraße ist inzwischen eine eigenständige Firma, die Bochumer Eisenhütten GmbH.

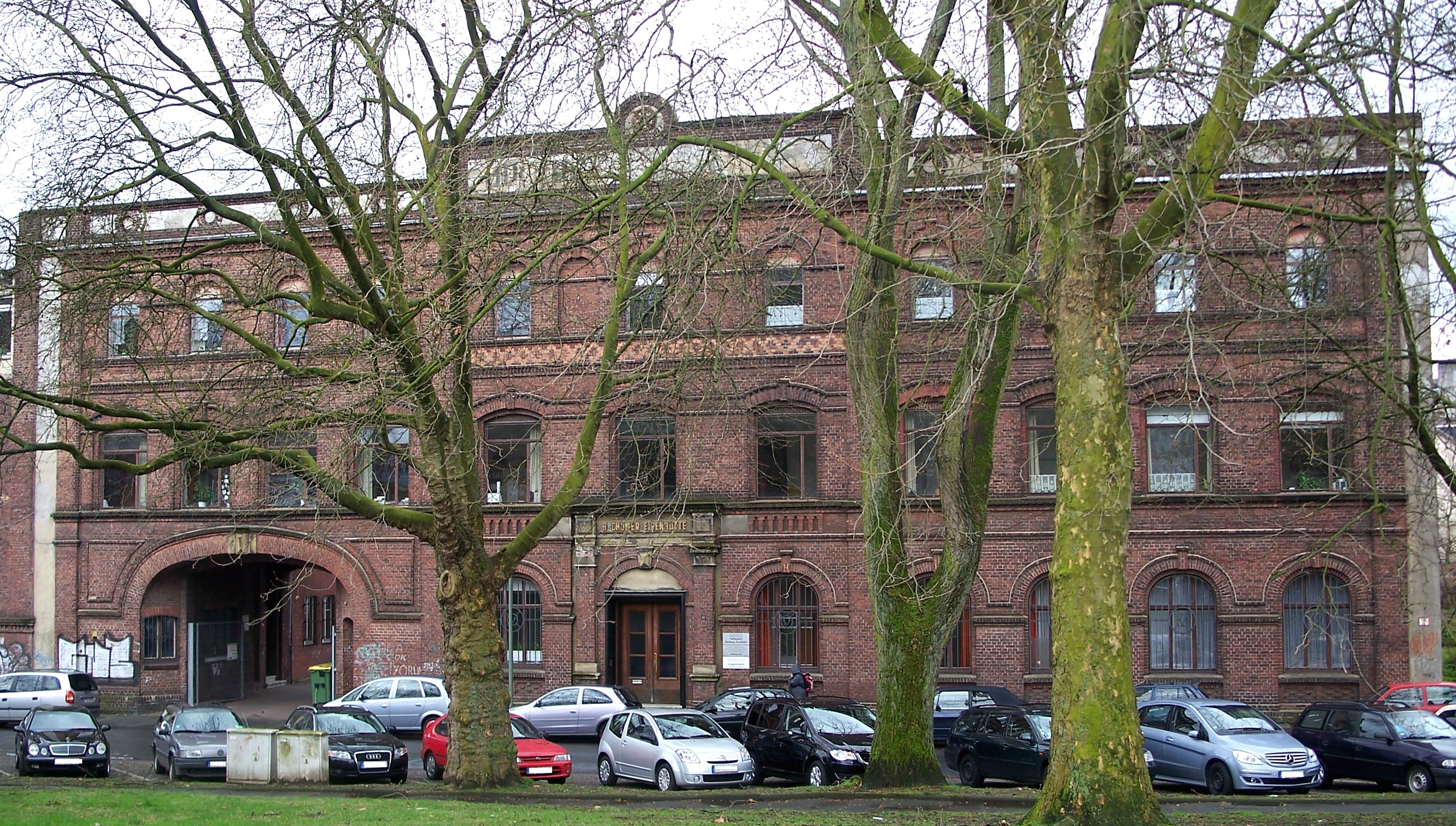
Das 1899 errichtete Verwaltungsgebäude, Stand 2009

Das ehemalige Verwaltungsgebäude hatte viele Nutzungen, darunter städtische Ämter, die Obdachlosenzeitung bodo und auch eine Suppenküche. Hier ist in den letzten Jahren eine gemischte Quartiershalle, die KoFabrik, entstanden
Seit März 2014 wird die Firma auch in der Route der Industriekultur, Themenroute Bochum aufgeführt.